# Irlande aux Jeux olympiques d'hiver de 2022
L'Irlande participe aux Jeux olympiques d'hiver de 2022 à Pékin en Chine du 4 au 20 février 2022. Il s'agit de sa huitième participation à des Jeux d'hiver.

## Athlètes engagés
| Sport           | Hommes | Femmes | Total |
| --------------- | ------ | ------ | ----- |
| Luge            | 0      | 1      | 1     |
| Ski acrobatique | 1      | 0      | 1     |
| Ski alpin       | 1      | 1      | 2     |
| Ski de fond     | 1      | 0      | 1     |
| Snowboard       | 1      | 0      | 1     |
| Total           | 4      | 2      | 6     |

## Résultats

### Luge
| Athlètes     | Épreuve          | Course 1      | Course 1 | Course 2      | Course 2 | Course 3      | Course 3 | Course 4 | Course 4 | Total         | Total |
| Athlètes     | Épreuve          | Temps         | Rang     | Temps         | Rang     | Temps         | Rang     | Temps    | Rang     | Temps         | Rang  |
| ------------ | ---------------- | ------------- | -------- | ------------- | -------- | ------------- | -------- | -------- | -------- | ------------- | ----- |
| Elsa Desmond | Monoplace femmes | 1 min 1 s 608 | 33e      | 1 min 3 s 857 | 34e      | 1 min 2 s 254 | 33e      | Éliminée | Éliminée | 3 min 7 s 719 | 33e   |

### Ski acrobatique
| Athlète       | Épreuve          | Qualification | Qualification | Qualification | Qualification | Finale   | Finale   | Finale   | Finale   | Finale  |
| Athlète       | Épreuve          | Course 1      | Course 2      | Meilleur      | Rang          | Course 1 | Course 2 | Course 3 | Meilleur | Rang    |
| ------------- | ---------------- | ------------- | ------------- | ------------- | ------------- | -------- | -------- | -------- | -------- | ------- |
| Brendan Newby | Half-pipe hommes | 10,75         | 47,00         | 47,00         | 20e           | Éliminé  | Éliminé  | Éliminé  | Éliminé  | Éliminé |

### Ski alpin
| Athlète    | Épreuve      | 1re manche    | 1re manche  | 2e manche     | 2e manche   | Total         | Total   |
| Athlète    | Épreuve      | Temps         | Rang        | Temps         | Rang        | Temps         | Rang    |
| ---------- | ------------ | ------------- | ----------- | ------------- | ----------- | ------------- | ------- |
| Jack Gower | Slalom géant | 1 min 8 s 30  | 31e         | 1 min 12 s 26 | 25e         | 2 min 20 s 56 | 25e     |
| Jack Gower | Super G      | Non disputé   | Non disputé | Non disputé   | Non disputé | Abandon       | Abandon |
| Jack Gower | Descente     | Non disputé   | Non disputé | Non disputé   | Non disputé | 1 min 47 s 61 | 31e     |
| Jack Gower | Combiné      | 1 min 45 s 16 | 14e         | 52 s 58       | 12e         | 2 min 37 s 74 | 12e     |

| Athlète    | Épreuve      | 1re manche   | 1re manche  | 2e manche    | 2e manche   | Finale        | Finale   |
| Athlète    | Épreuve      | Temps        | Rang        | Temps        | Rang        | Temps         | Rang     |
| ---------- | ------------ | ------------ | ----------- | ------------ | ----------- | ------------- | -------- |
| Tess Arbez | Slalom       | 1 min 7 s 83 | 55e         | 1 min 6 s 78 | 48e         | 2 min 14 s 61 | 48e      |
| Tess Arbez | Slalom géant | Abandon      | Abandon     | Éliminée     | Éliminée    | Éliminée      | Éliminée |
| Tess Arbez | Super G      | Non disputé  | Non disputé | Non disputé  | Non disputé | 1 min 25 s 18 | 42e      |

### Ski de fond
| Athlète                 | Épreuve                   | Classique    | Classique   | Libre         | Libre       | Total             | Total |
| Athlète                 | Épreuve                   | Temps        | Rang        | Temps         | Rang        | Temps             | Rang  |
| ----------------------- | ------------------------- | ------------ | ----------- | ------------- | ----------- | ----------------- | ----- |
| Thomas Maloney Westgård | Skiathlon (15 km + 15 km) | 43 min 3 s 8 | 42e         | 41 min 51 s 7 | 42e         | 1 h 25 min 29 s 8 | 43e   |
| Thomas Maloney Westgård | 15 km classique           | Non disputé  | Non disputé | Non disputé   | Non disputé | 40 min 1 s 5      | 14e   |
| Thomas Maloney Westgård | 50 km libre 30 km libre   | Non disputé  | Non disputé | Non disputé   | Non disputé | 1 h 15 min 59 s   | 29e   |

### Snowboard
| Athlète         | Épreuve           | Qualification | Qualification | Qualification | Qualification | Finale   | Finale   | Finale   | Finale   | Finale  |
| Athlète         | Épreuve           | Course 1      | Course 2      | Meilleur      | Rang          | Course 1 | Course 2 | Course 3 | Meilleur | Rang    |
| --------------- | ----------------- | ------------- | ------------- | ------------- | ------------- | -------- | -------- | -------- | -------- | ------- |
| Seamus O'Connor | Half-pipe hommes, | 57,00         | 10,25         | 57,00         | 15e           | Éliminé  | Éliminé  | Éliminé  | Éliminé  | Éliminé |